# Rudolf Weigl

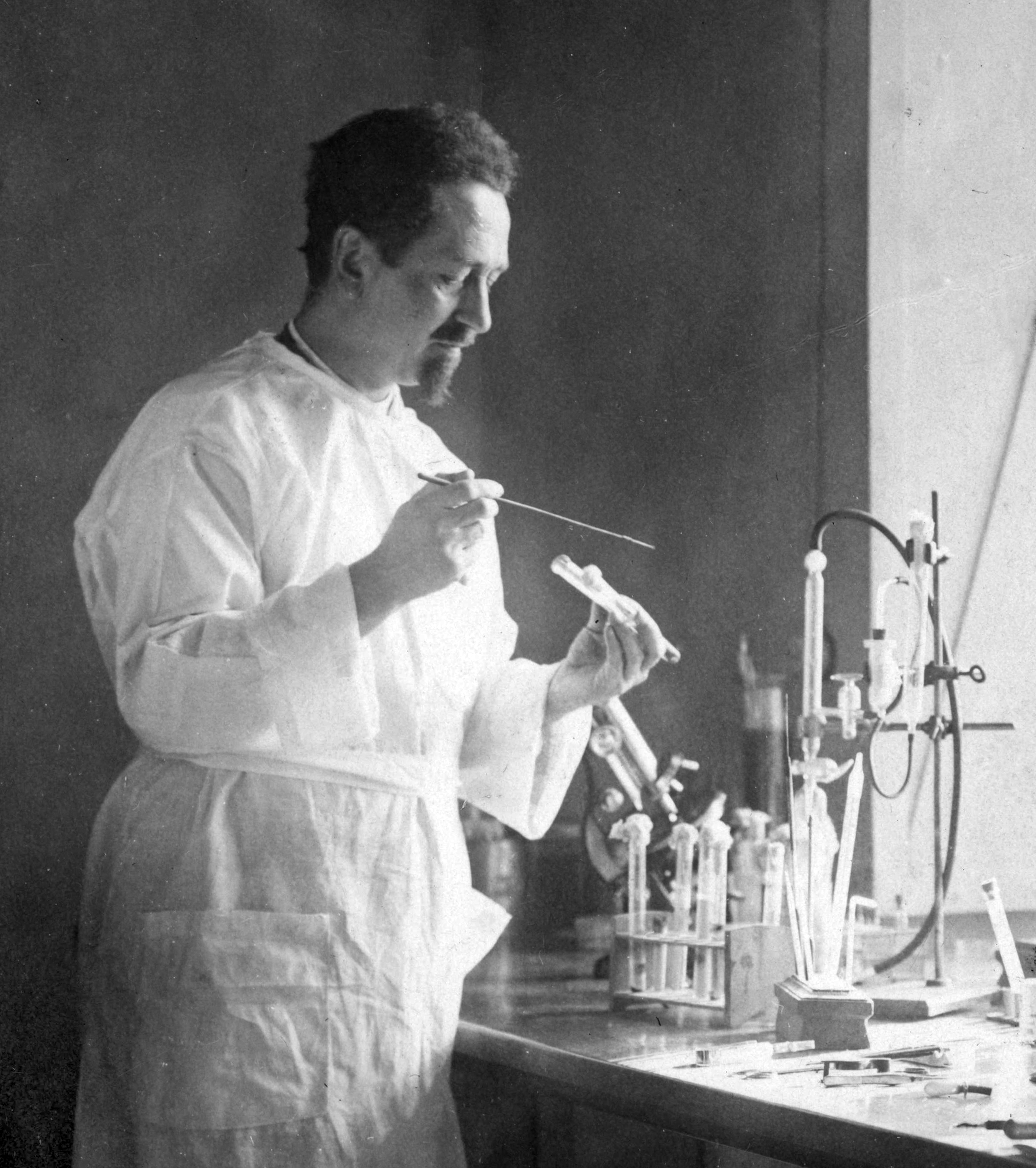
Rudolf Weigl

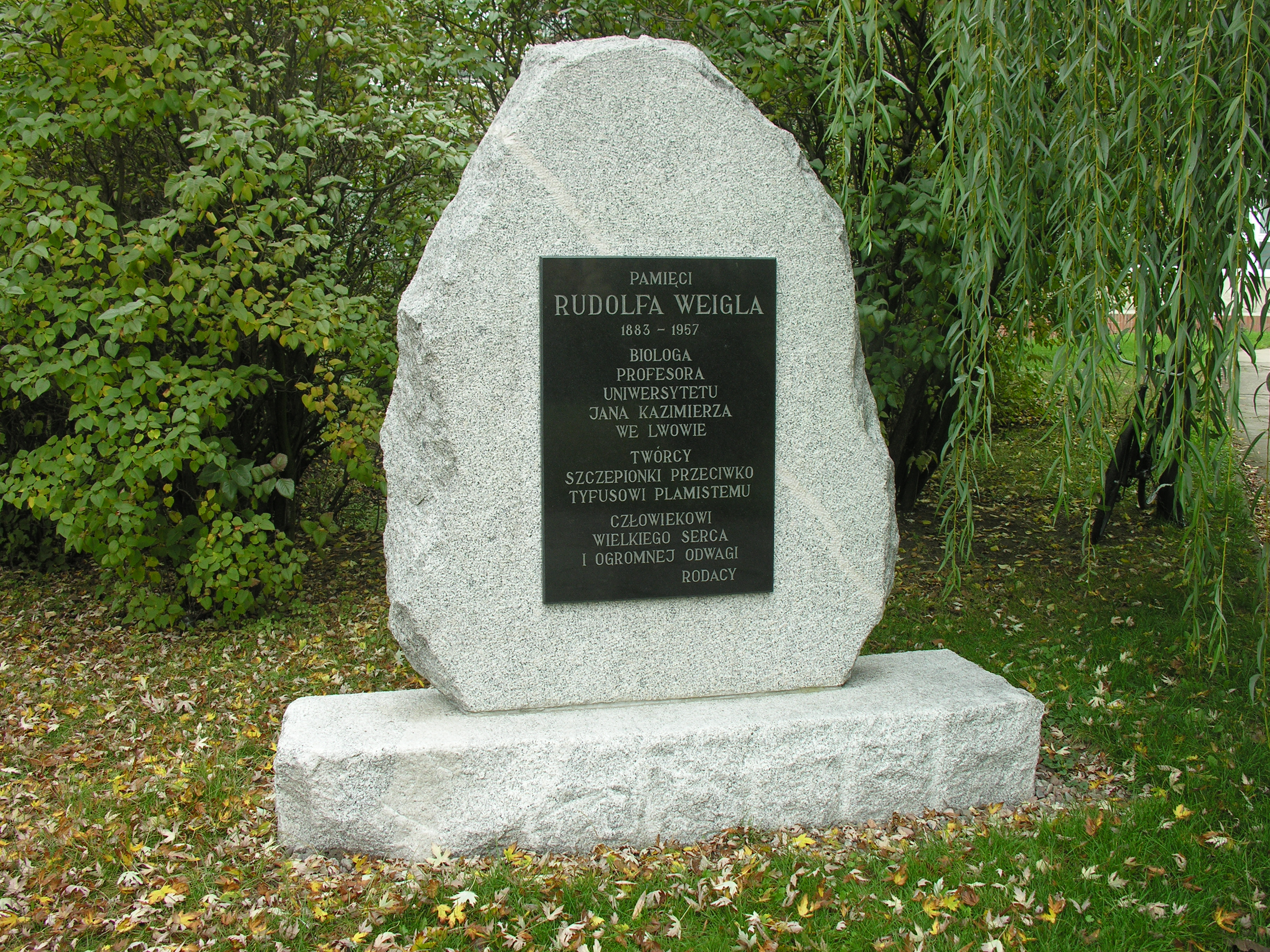
Denkmal für Rudolf Weigl in Breslau

Rudolf Stefan Jan Weigl (* 2. September 1883 in Přerov, Mähren, Österreich-Ungarn; † 11. August 1957 in Zakopane) war ein polnischer Biologe, der während des Zweiten Weltkrieges einer großen Anzahl von Menschen das Leben rettete. Er entwickelte zudem einen Impfstoff gegen Fleckfieber.

## Leben und Wirken
Rudolf Weigl, geboren 1883 in Přerov in Mähren, stammte aus einer deutschmährischen Familie, die sich nach dem Tode von Weigls Vater unter dem Einfluss seines neuen Stiefvaters, des Gymnasiallehrers Józef Trojnar, der polnischen Kultur galizischer Prägung zuwandte.
Weigl besuchte die Gymnasien in Jasło und Stryj in Galizien. Er studierte anschließend Naturwissenschaften an der Universität Lemberg. Nach dem Studienabschluss 1907 promovierte er und habilitierte sich 1913 in Zoologie, Vergleichender Anatomie und Histologie. Als Privatdozent forschte er danach vor allem zu Aspekten der Zelle und des Transplantationswesens.
Im Ersten Weltkrieg wurde er als Wissenschaftler in das Sanitätswesen der österreichisch-ungarischen Armee einberufen und begann mit Forschungen zu epidemischen Erkrankungen. Bei der Erforschung des Fleckfiebers entwickelte er einen Fleckfieberimpfstoff.
Von 1918 bis 1920 arbeitete Weigl im neuen polnischen Staat in einem Militärlabor in Przemyśl, bevor er als Professor für Biologie an die Lemberger Universität berufen wurde. In der Zwischenkriegszeit errang er mit seinen Arbeiten Weltgeltung. Er war viermal (1932, 1936, 1942, 1946) Kandidat für den Medizin-Nobelpreis, den er aber nie erhielt.
Nach dem Kriegsausbruch 1939 kehrte er von einem Forschungsaufenthalt in Abessinien nach Polen zurück. Nach dem Einmarsch der Sowjettruppen im September 1939 setzte er die Tätigkeit des Instituts im nun sowjetisch besetzten Lemberg weiter fort. Das Gebäude des benachbarten Mädchengymnasiums wurde an das Institut angeschlossen. Die Produktion von Fleckfieberimpfstoffen wurde massiv gesteigert. Nach dem deutschen Einmarsch in der Stadt am 30. Juni 1941 ließen die neuen Besatzer insgesamt 25 Professoren der Universität erschießen, darunter den früheren polnischen Ministerpräsidenten und Mathematiker Kazimierz Bartel. Weigl erklärte sich angesichts der zunehmenden Gefahr für sein eigenes Leben bereit, unter den Deutschen weiter zu arbeiten, weigerte sich jedoch, die Deutsche Volksliste zu unterzeichnen.
In den folgenden vier Jahren leitete er das Institut für Fleckfieber- und Virusforschung in Lemberg, einen Ableger des Instituts für Fleckfieber- und Virusforschung des Oberkommandos des Heeres in Krakau unter Hermann Eyer. Seinen Fleckfieberimpfstoff erhielten in den 1930er Jahren etwa acht Millionen Polen und Russen. Mit Eyer besprach Weigl 1942 die Dosierung des Impfstoffs im Menschenversuch. In diesem Zusammenhang rettete er zahlreichen Menschen (geschätzt wird die Zahl auf mehrere Tausende) das Leben, indem er ihre Arbeit als „kriegswichtig“ bezeichnete. Unter den Angestellten befanden sich auch polnische Hochschulprofessoren, wie Stefan Banach, Bronisław Knaster, Helena Krzemieniewska und Władysław Orlicz. Die Angestellten fütterten infizierte Läuse mit ihrem Blut, aus den Därmen der Insekten wurde das Serum gewonnen. Unter den so Geretteten befanden sich auch Juden, etwa sein Naturwissenschaftlerkollege und Soziologe Ludwik Fleck.
Nach Kriegsende setzte Weigl seine Forschungen an den Universitäten von Krakau und Posen fort und wurde 1951 emeritiert. Er starb 1957 in Zakopane.
Von den kommunistischen Machthabern ignoriert und sogar der Kollaboration mit den Deutschen beschuldigt, wurden seine Leistungen erst nach 1989 offiziell gewürdigt. 2003 erhielt er postum in Yad Vashem die Medaille Gerechter unter den Völkern.
2021, zu seinem 138. Geburtstag am 2. September, wurde Weigl von der Suchmaschine Google mit einem Doodle geehrt.